# 王娜 (天文学家)
王娜（1965年11月—），女，汉族，河北安国人，中国天文学家，现任中国科学院新疆天文台台长，中国科学院国家天文台副台长。